# Voliba
Voliba és un gènere d'arnes de la família Crambidae descrit per Francis Walker el 1866.

## Taxonomia
- Voliba asphyctopa Turner, 1908
- Voliba gigantea Hampson, 1912
- Voliba leptomorpha Turner, 1908
- Voliba psammoessa Turner, 1908
- Voliba pycnosticta Turner, 1908
- Voliba scoparialis Walker, 1866